# Paštúnválí

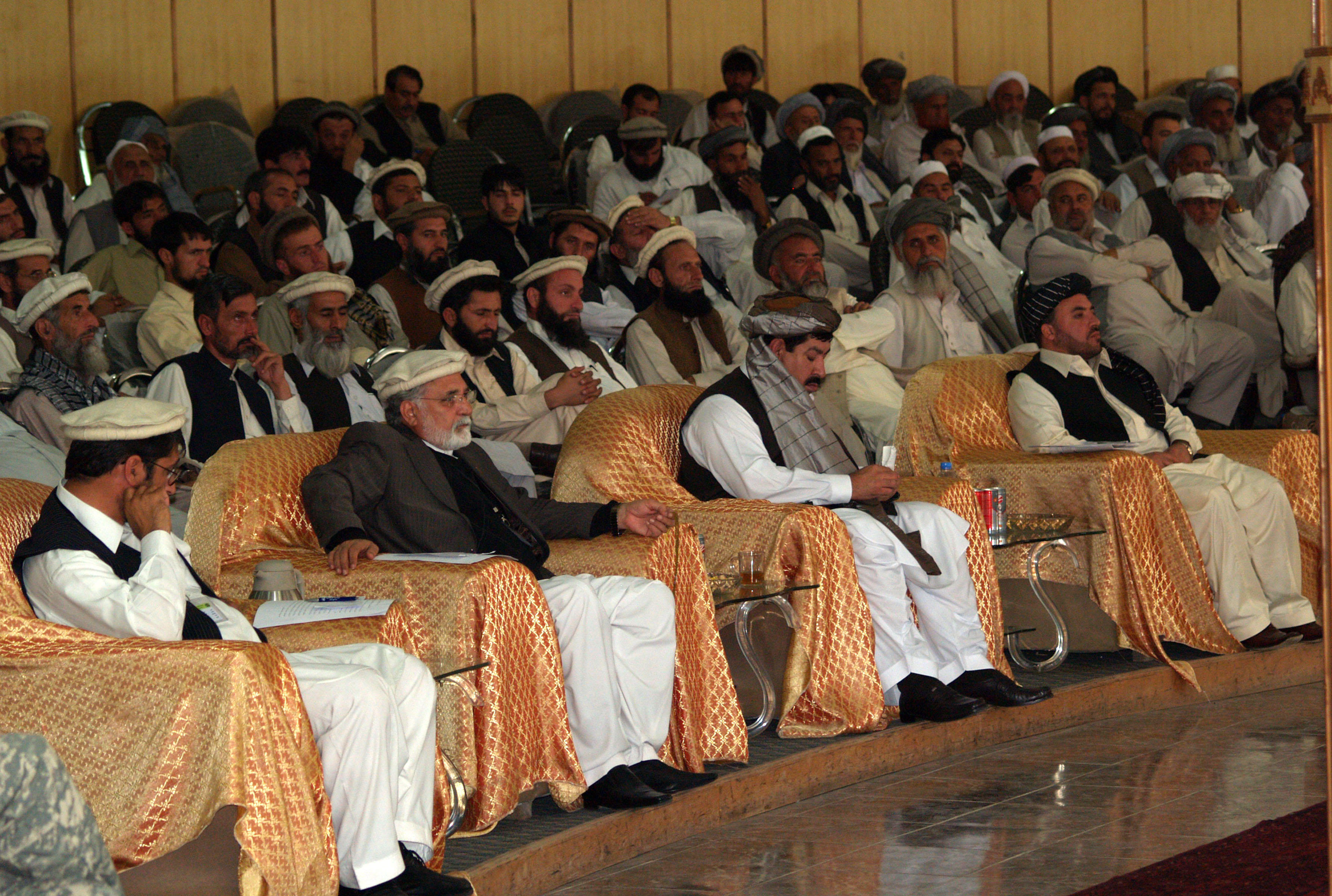
Lója džirga

Paštúnválí (paštunsky پښتونوالی‎) je nepsaný etický kodex chování a tradiční životní styl všech Paštúnů, žijících nejen na území Afghánistánu a Pákistánu, ale i po celém světě. Ačkoli má tento kodex předislámské kořeny, zásadně ovlivnil paštúnské vnímání a interpretaci islámu.

## Hlavní principy Paštúnválí
- Lója džirga (paštunsky لویه جرګه‎) je kmenová rada starších, která rozhoduje o všech záležitostech. Rozhodnutí Džirgy je pro každý kmen závazné a musí se mu bezpodmínečně podřídit. Trestem za neplnění těchto závazků je často vypálení domu viníka a jeho vyhoštění z kmenového území.
- Melmastijá (paštunsky مېلمستیا‎) znamená pohostinnost povinností každého Paštúna je poskytnout bez nároku na odměnu pohostinnost všem návštěvníkům bez rozdílu náboženství, rasy a národnosti.
- Panáhí war kewel (paštunsky پناهی ورکول‎) nebo také Lóšaj war kewel (paštunsky لوښۍ ورکول‎) znamená poskytnout ochranu, slabší klan či jedinec může silnějšímu svěřit svou ochranu; pokud silnější přijme, je jeho povinností bojovat za svého chráněnce ze všech sil.
- Badraga (paštunsky بدرګه‎) je druh ozbrojeného doprovodu, který poskytuje kmen svému chráněnci při cestě domů, v případech kdy může hrozit smrt průchodem přes nějaké území.
- Badal (paštunsky بدل‎) nebo Intiqám (paštunsky انتقام‎) znamená pomsta jakoukoli urážku je třeba oplatit. Urážku urážkou, násilí násilím, vraždu vraždou, i kdyby odplata měla přijít za 1 000 let, je povinností o ni usilovat.
- Laškar (paštunsky لښکر‎) znamená armáda pokud kmen či klan poruší ustanovení džirgy, vytvoří ostatní klany armádu, která donutí provinilce podřídit se vůli ostatních.
- Nanewatej (paštunsky ننواتې‎) znamená odpuštění, kající se strana sporu může za druhou stranou přijít a úplně se jí podřídit a poníženě poprosit o odpuštění, přičemž od vítěze se očekává velkorysost.
- Baramta nebo Bóta (paštunsky برمته, بوته‎) je způsob vymáhaní dluhů od dlužníků. Pokud dlužník nesplácí věřiteli včas a ve stanovené výši své závazky, může věřitel zabavit majetek dlužníka (dobytek , ženu, dceru) , a to do té doby dokud dlužník své závazky nesplní.
- Itibár (paštunsky اعتبار‎) znamená důvěra všechny obchody a smlouvy mají nepsanou podobu a jsou uzavírány jen za účasti několika svědků. Je ctí každého Paštúna takto uzavřené smlouvě dostát.
- Nang (paštunsky ننګ‎) znamená čest každý Paštún je velmi hrdý a jeho čest nelze beztrestně urazit. Urážka jednoho uráží celou rodinu, která může usilovat o pomstu.
- Námús (paštunsky ناموس‎) někdy také Parda (paštunsky پرده‎) Povinností každého muže je chránit své ženy před slovním nebo fyzickým obtěžováním.
- Mulátar (paštunsky ملاتړ‎) znamená podpora – zástupce kmene nebo vesnice, který se účastní džirgy, musí ostatní členy požádat o podporu.
- Calvéští (paštunsky څلويښتی‎)
- Tór (paštunsky تور‎)
- Hamsája (paštunsky همسایه‎) znamená soused a vztahuje se na jedince stiženého krevní mstou nebo chudobou, který hledá ochranu v jiné vesnici. Pokud vesnice nebo kmen takového jedince přijme, je ho povinna chránit.
- Dzmaka (paštunsky ځمکه‎) znamená země povinností každého Paštúna je chránit svou zemi před uchvatiteli.